# Poeciloneta hengshanensis
Poeciloneta hengshanensis là một loài nhện trong họ Linyphiidae.
Loài này thuộc chi Poeciloneta. Poeciloneta hengshanensis được Jun Chen & Chang-Min Yin miêu tả năm 2000.